# مركز الجماعة الإسلامية
مركز الجماعة الإسلامية: هو مسجد يقع في شيكاغو، إلينوي. تأسس في 1969 وهو واحد من[بحاجة لتوضيح] أقدم المساجد في مدينة شيكاغو.